# Pseudocyclosorus duclouxii
Pseudocyclosorus duclouxii là một loài dương xỉ trong họ Thelypteridaceae. Loài này được Christ Ching mô tả khoa học đầu tiên năm 1963.